# Zu den drei goldenen Erkern

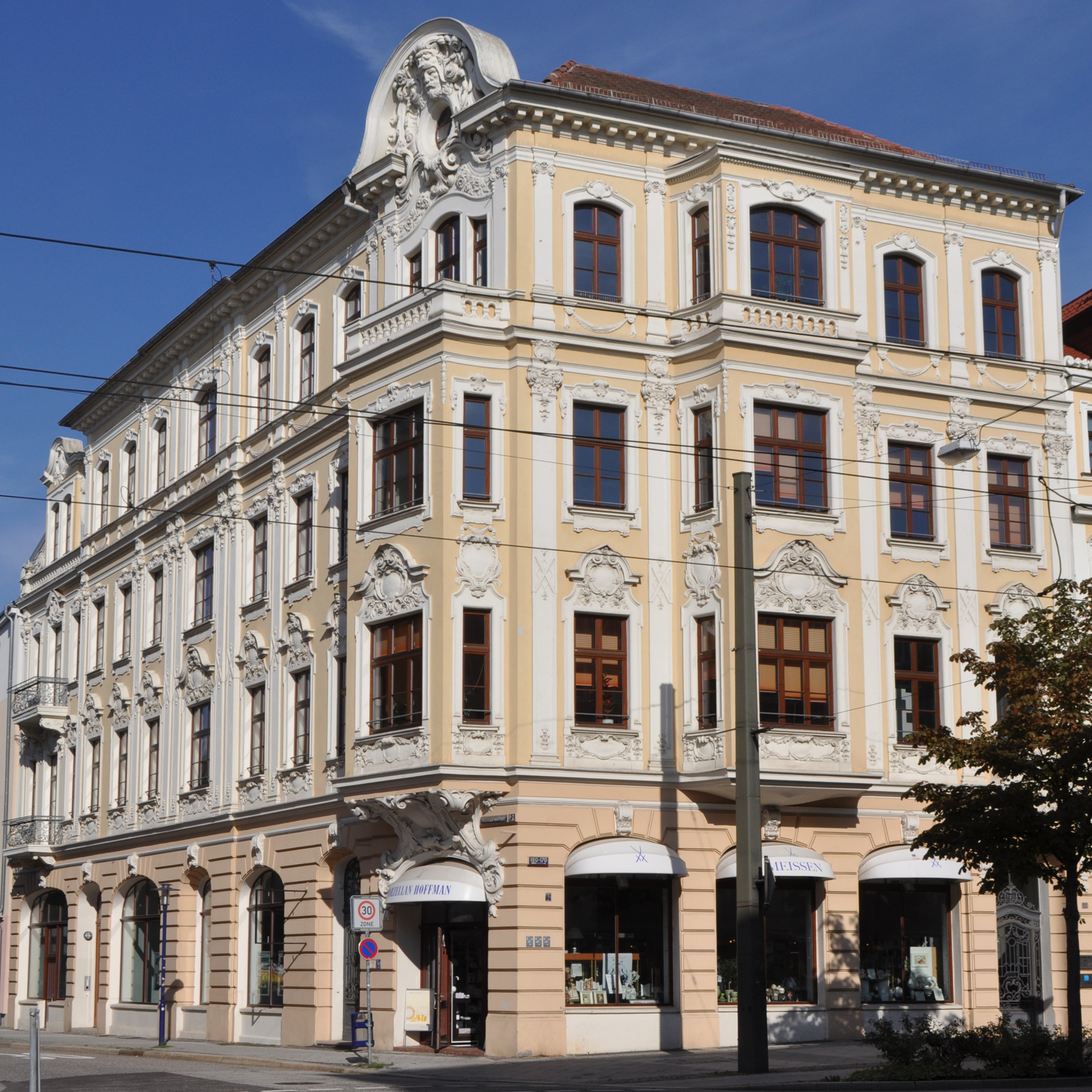
Haus Breiter Weg 180 im Jahr 2013

Das Haus Zu den drei goldenen Erkern ist ein denkmalgeschütztes Wohn- und Geschäftshaus in Magdeburg in Sachsen-Anhalt. 

## Lage
Es befindet sich auf der Westseite des Breiten Wegs in der Magdeburger Altstadt in einer das Straßenbild prägenden Lage an der Ecke zur südlich des Hauses einmündenden Himmelreichstraße, an der Adresse Breiter Weg 180, Himmelreichstraße 2. Unmittelbar nördlich grenzt das gleichfalls denkmalgeschützte Haus Breiter Weg 179 an.

## Architektur und Geschichte

### Vorgängergebäude

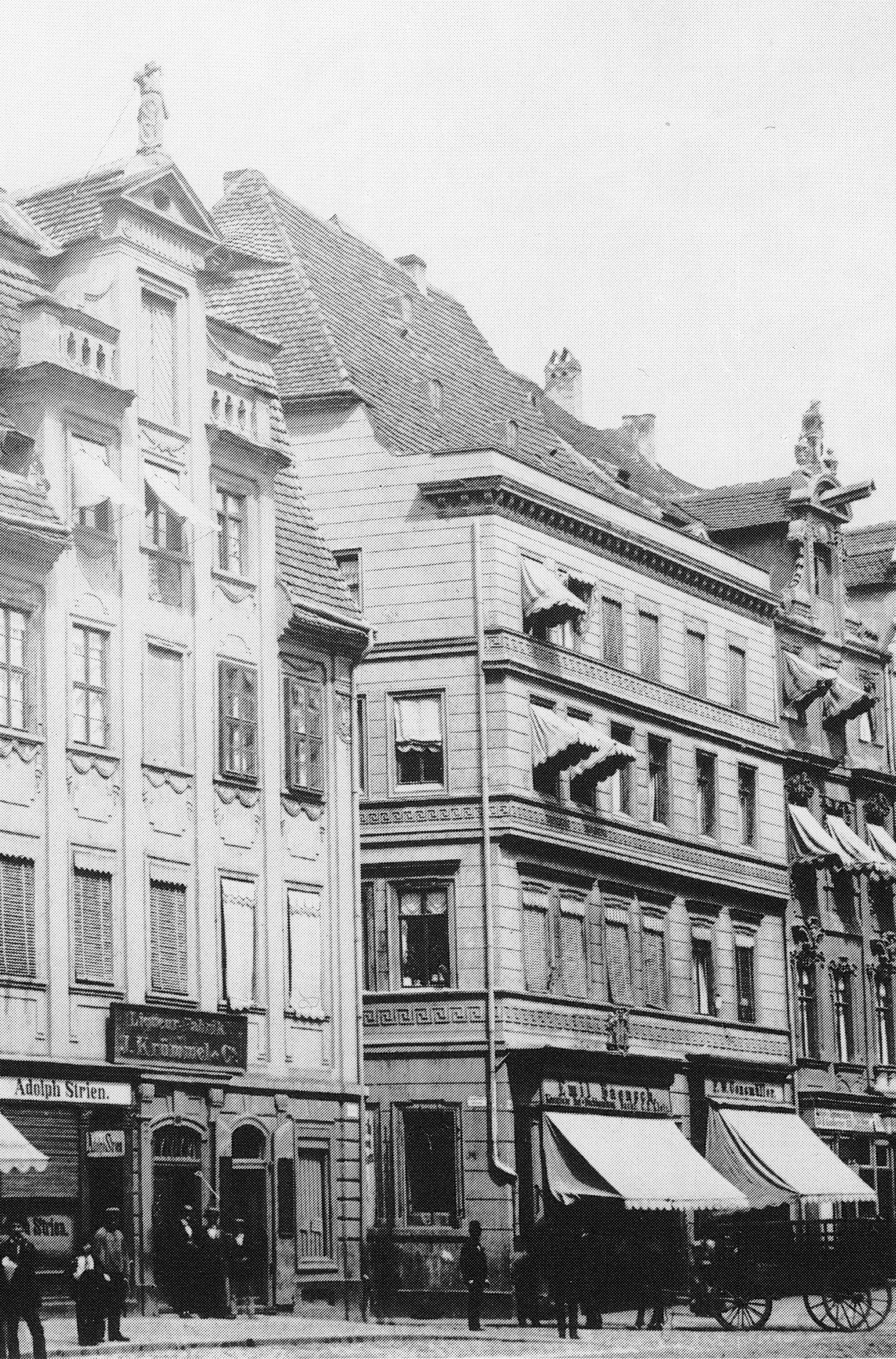
Vorgängerbau, vor 1892

In den Jahren 1631 und 1647 war der ewige Kammersekretär Joachim Schmidt Eigentümer des Brauhauses. Er galt in den internen Auseinandersetzungen innerhalb der Stadt Magdeburg als besonders engagierter Vertreter der sogenannten kaiserlichen Partei. Nachdem das Haus bei der Zerstörung der Stadt Magdeburg im Jahr 1631 zerstört worden war, errichtete Schmidt es 1642 wieder neu. Im Jahr 1647 erhielt er die Erlaubnis, an das Haus einen Erker anzubauen. 1649 veräußerten seine Erben das Gebäude für 1650 Taler an den Schiffer Christian Pohlmann. Im Jahr 1690 veräußerte es dessen Witwe dann an den Schiffer Samuel Gottfried Berbig (auch Berbich oder Barbey). Er blieb bis 1735 Eigentümer.
Das Gebäude war viergeschossig. Die zum Breiten Weg ausgerichtete Fassade war sechsachsig angelegt. Gegliedert wurde das Gebäude horizontal durch breite Gesimse und Mäanderbänder.
Als Eigentümer wurde 1803 Bänsch senior geführt. Das Haus blieb im Besitz der Familie. 1845 gehörte es A. Baensch und 1870 dem Königlichen Hofbuchhändler Baensch. Im Jahr 1885 war dann jedoch der Kaufmann F. W. Consmüller als Eigentümer verzeichnet. In der Zeit um das Jahr 1900 wurde das Gebäude abgerissen.

### Heutiges Gebäude

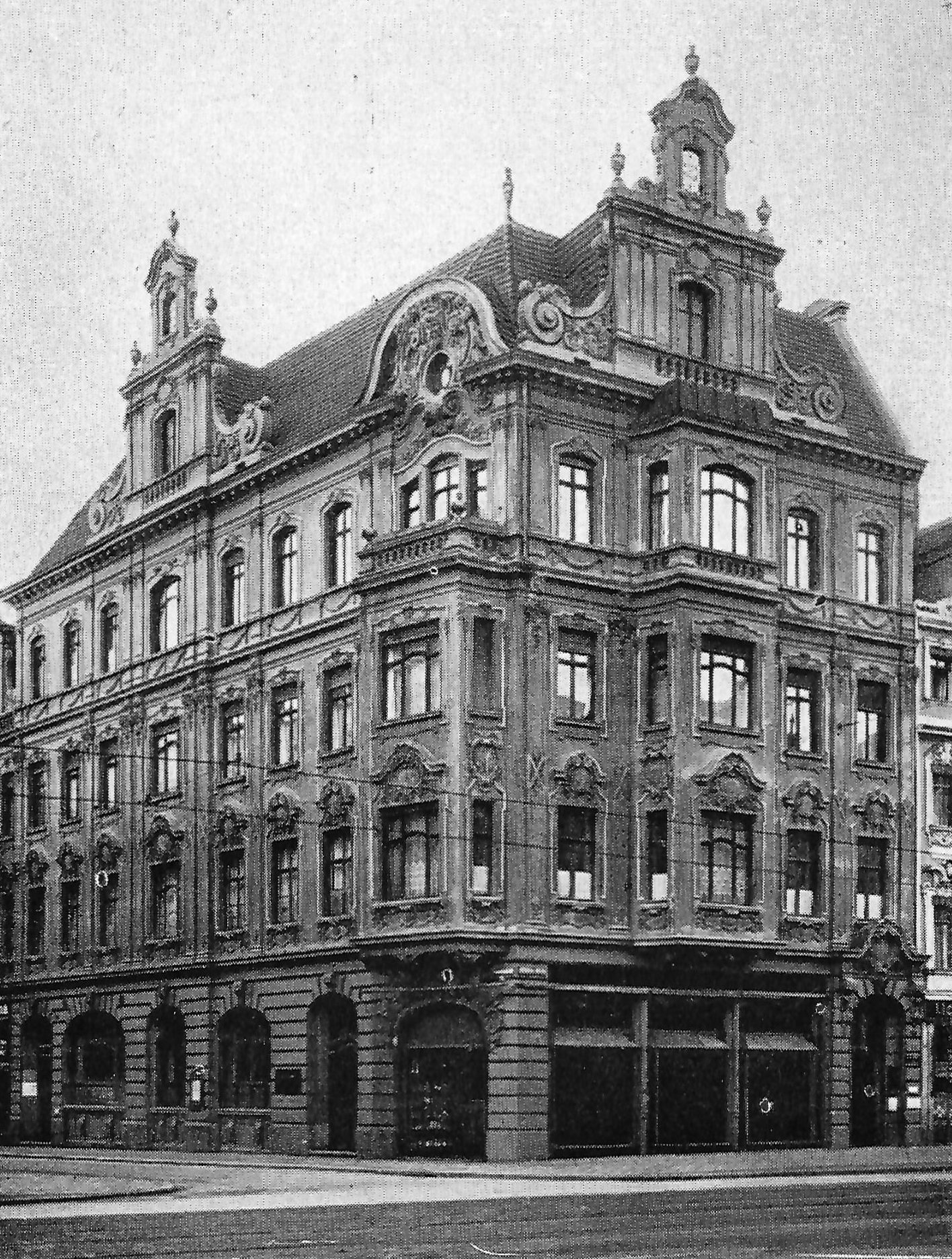
1920er Jahre

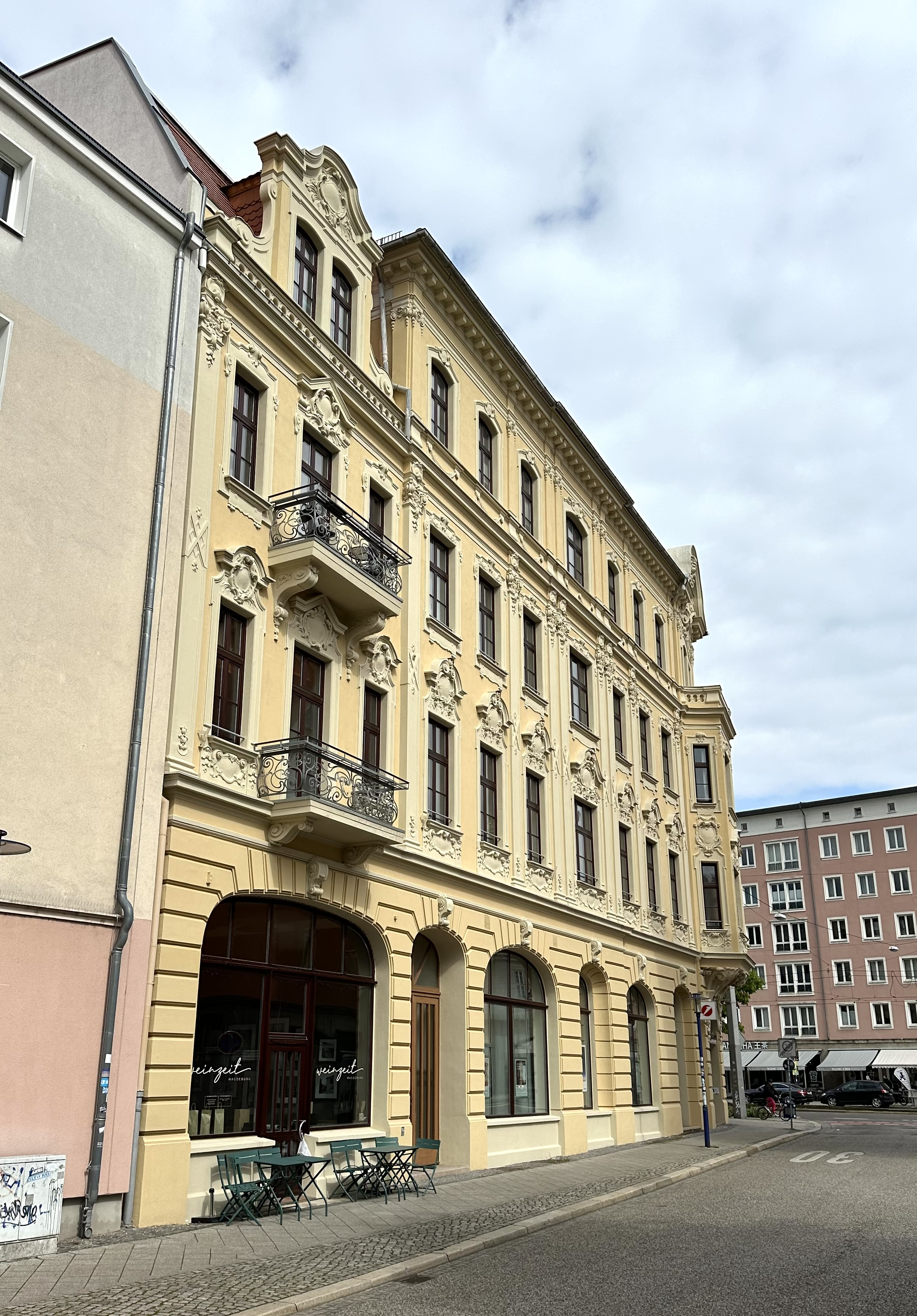
Blick von Westen entlang des Seitenflügels in der Himmelreichstraße

Der heute noch bestehende Bau entstand im Jahr 1902 im Stil des Neobarocks. Andere Angaben nennen bereits das Jahr 1900. Der Entwurf stammte von Baumeister Ganzlin. Das ebenfalls viergeschossige Haus ist sehr repräsentativ gestaltet. Am Erdgeschoss befindet sich eine Rustizierung. Die Fassade der Beletage ist reich mit Stuck verziert. Das Obergeschoss ist mittels einer Balustrade und einer Brüstung in der Art einer Attika von den darunter liegenden Geschossen abgegrenzt. Auf diese Weise wird die Traufhöhe der benachbarten barocken Häuser Breiter Weg 178 und 179 aufgenommen. 
Bekrönt wurde das Haus auf beiden Fassaden jeweils von einem zweigeschossigen, großen Volutengiebel. Zur Betonung der Ecklage wurde sowohl auf der Süd- als auch auf der Ostseite jeweils einen Kastenerker angefügt. Das Haus hat damit, anders als der historische Name, nur noch zwei Erker. Die Achse des Kastenerkers zur Südseite wird von einem Giebel in Form eines Segmentbogens überfangen, der üppig mit Dekorelementen verziert ist. Es bestehen Pilaster und Kartuschen. Die Gestaltung zitiert so die Architektur des Magdeburger Spätbarocks aus der ersten Hälfte des 18. Jahrhunderts.
Die drei westlichsten Achsen des sich entlang der Himmelreichstraße nach Westen ziehenden Flügels sind zusammengefasst und zitieren so eine barocke Hausgestaltung.
Im Jahr 1914 gehörte das Haus dem Kaufmann H. Aue, der jedoch in der Heiligegeiststraße 10 wohnte. Zumindest in der Zeit zwischen 1925 und 1940 war der Bankier H. Albert Eigentümer. Noch Ende der 1930er Jahre befand sich im Erdgeschoss des Gebäudes das norwegische Konsulat.
Während des Zweiten Weltkriegs brannte das Haus im Jahr 1945 aus. Der bauliche Schaden hielt sich jedoch in Grenzen, so dass es wieder aufgebaut wurde. Die beiden ursprünglich das Haus bekrönenden, zweigeschossigen Volutengiebel wurden dabei jedoch nicht wieder errichtet. Noch im Jahr 1950 wurde H. Albert als Eigentümer geführt, der nun jedoch in der Sternstraße 22 lebte.
Im örtlichen Denkmalverzeichnis ist das Wohn- und Geschäftshaus unter der Erfassungsnummer 094 71040 als Baudenkmal verzeichnet.
Der Bau gilt als baugeschichtlich besonders bedeutsam. Mit ihm wurden historische Architekturformen wiederaufgenommen und so die Integration in die barocke Umgebungsbebauung hergestellt. Es entstand so die noch heute vorhandene straßenbildprägende Gruppe von drei Häusern mit barocker Gestaltung. Außerdem ist das Haus ein Beispiel für die Neubewertung des Barocks in wilhelminischer Zeit. 